# 光岡・マイクロカー
マイクロカーは、光岡自動車がかつて生産・販売していた1人乗りのミニカー、およびそのシリーズである。

## 概要
光岡自動車の従来のミニカーシリーズ「BUBU」のコンセプトがリバイバルした新シリーズといえるもので、さまざまなデザインのものが製造され、シリーズ全体で足掛け10年間、MITSUOKA直営ショールームなどで販売された。車両法上は原動機付自転車であり、車検や車庫証明は不要だが、道路交通法上では自動車の扱いとなるため、運転には普通自動車運転免許が必要（AT限定可）であり、高速道路での運転は不可能である。キャッチコピーは「ちょいとそこまで 下駄車」 。

キットカー仕様はユーザーが独自に車両の組み立てを行えるもので、エンジンのみ完成しているキットや、エンジンもユーザーが組み立てるキットなどがあり、完成したものは公道を走行することができる。公道走行の登録にあたり、車体番号や車名もユーザーが独自に決めることができるようになっていた。

福音館書店『おおきなポケット』2001年1月号特集「わくわく自動車工場」で、K-1の組み立て風景が紹介されている。

埼玉県さいたま市大宮区にマイクロカー専門の正規アンテナショップが存在した（現在は閉店）。

## 初代 MC-1/MC-1T/K-1/K-2/ME-1/ME-2/K-3/K-4型（1998年-2007年）
- 1998年7月 MC-1/K-1/K-2発売。MC-1とK-1のデザインは共通で、ドアやリアウインドウをもたない簡素なデザインとなっている。K-2はメッサーシュミット「TG500タイガー」風のデザインが与えられたもので[1]、ドアは左側に設けられているが、フロントウィンドウは小ぶりのものとなっている。
- 1999年4月 MC-1のボディ後部を延長してデッキを設け、配達用途などに対応したMC-1T、およびその電気自動車仕様であるME-1（モデル名：MC-1T EV）が追加された。[3]。
- 2002年10月 ME-2発売。公募により名づけられたモデル名はCONVOY 88（コンボイパパ）で、シリーズで最も狭い全幅88cmと、アメリカ大陸を走る「コンボイ」、また一家の大黒柱である「パパ」の頼もしいイメージが組み合わせられている[4]。2003年にはトミー（現在のタカラトミー）とのコラボレーションによる1/1トミカ仕様車（ホイールやラッピングのデザインがトミカおよびそのパッケージのデザインを模している）、また2004年には充電1回につき100kmの走行が可能なリチウムイオンバッテリー搭載車がそれぞれ限定製造された。エクステリアはMC-1などに比べると直線基調のデザインであり、ドア代わりのサイドバーが左右にそれぞれ設けられている。
- 2005年8月 K-3発売。デザイン・コンセプトは同社のゼロワンのものが踏襲されている。上級仕様のモデル名は「マイクロタイプF」となっている。
- 2006年11月 K-4発売。デザインは1930年代のフォーミュラカーがモチーフとなっている。220台のみ限定販売された[5]。
- 2007年1月 排ガス規制をうけ、継続生産されてきたMC-1/MC-1T/K-1が生産終了[6]。
- 2007年8月 ME-2生産終了[6]。これをもってマイクロカーは足掛け10年間の歴史に幕を降ろすこととなった。